# Муониоелвен
Муониоелвен или Муониойоки (на шведски: Muonio älven; на фински: Muonionjoki) е река по цялото си протежение течаща по границата между Швеция (провинция Норботен) и Финландия (провинция Лапландия), ляв приток на Турнеелвен, вливаща се в Ботническия залив на Балтийско море. Дължина 243 km (с дясната ки съставяща река Чонкемеелвен 333 km), площ на водосборния басейн 14 430 km².

## Географска характеристика
Река Муониоелвен се образува на 331 m н.в., до финландското село Маркина, от сливането на двете съставящи я реки Лятясено (60 km, 2075 km², лява съставяща) и Чонкемеелвен (90 km, дясна съставяща), водещи началоно си от най-северните части на Скандинавските планини. В горното течение Муониолевен тече на югоизток, а в средното и долното – на юг по силно заблатени райони на Лапландското плато и покрай западното подножие на възвишението Оунаселкя, като образува множество прагове и водопади. Влива се отляво в река Турнеелвен (Торниойоки), на 126 m н.в., на 10 km югоизточно от шведското градче Паяла.
Водосборният басейн на река Муониоелвен обхваща площ от 14 430 km², което представлява 35,94% от водосборния басейн на река Турнеелвен. Речната ѝ мрежа е двустранно развита, но притоците ѝ са предимно къси. На изток водосборният басейн на Муониоелвен граничи с водосборния басейн на река Кемийоки, вливащи се в Ботническия залив на Балтийско море, на югозапад и запад – с водосборните басейни на реке Лайниоелвен и други по-малки леви притоци на Турнеелвен, а на северозапад, север и североизток – с водосборните басейни на реките Молселв, Рейсалелв, Алтаелв и други по-малки (от басейна на Норвежко море).
Основни притоци:
- леви – Лятясено, Тарвантойоки, Палойоки, Керясйоки, Екясйоки, Илясйоки;
- десни – Чонкемеелвен, Идийоки, Мерасйоки, Паркайоки, Каунисйоки.[1]

Муониоелвен има предимно снежно подхранване с ясно изразено пролетно-лятно пълноводие (май – юни), предизвиквано от снеготопенето, характерни епизодични есенни прииждания в резултат от поройни дъждове във водосборният ѝ басейн и зимно маловодие. Среден годишен отток в устието 165 m³/s. Замръзва през октомври, а се размразява през май.
По течението ѝ, на финландска и шведска територия са радположени няколко, предимно малки населени места.